# Marcinho Guerreiro
Márcio Glad, mais conhecido como Marcinho Guerreiro (Novo Horizonte, 23 de setembro de 1980), é um ex-futebolista brasileiro que atuava como volante.

## Carreira
Em 28 de dezembro de 2007, Marcinho, que estava no Arsenal Kiev da Ucrânia, acertou um contrato de empréstimo por sete meses com o Santos, mas em junho de 2008 ele foi dispensado pelo clube.
Em 19 de outubro de 2009, foi anunciado no Avaí como reforço para a temporada de 2010. Marcinho se recuperava de uma lesão no clube e foi contratado por um ano.
Em julho de 2011, Marcinho Guerreiro foi emprestado para o Goiás, aonde disputou a Série B de 2011. Ao final do ano, voltou ao Avaí para reforçar o time na temporada de 2012.
Em julho de 2012, acertou por empréstimo até o final de 2012 com o CRB. Em Novembro de 2013, o jogador foi anunciado como reforço do Santo André para a temporada de 2014.
Em 21 de novembro de 2015, foi anunciado pelo CSA.

## Títulos
Palmeiras
- Campeonato Brasileiro - Série B: 2003[carece de fontes?]
- Taça 125 Anos do Corpo de Bombeiro: 2005[carece de fontes?]

Avaí
- Campeonato Catarinense - 2010, 2012[carece de fontes?]